# Arizona Diamondbacks
Los Arizona Diamondbacks (en español, Cascabeles de Arizona), también conocidos como D-backs, son un equipo profesional de béisbol de los Estados Unidos con sede en Phoenix, Arizona. Compiten en la División Oeste de la Liga Nacional (NL) de las Grandes Ligas de Béisbol (MLB) y disputan sus partidos como locales en el Chase Field.
A lo largo de su historia han ganado una Serie Mundial, dos banderínes de la Liga Nacional y cinco títulos de división. Su título de la Serie Mundial, logrado en 2001 en su cuarta temporada de existencia, convirtió a los D-backs en el equipo de expansión de la MLB que más rápido ha ganado el campeonato mundial cuando derrotó a los New York Yankees. Además, son el único equipo deportivo profesional del estado de Arizona que ha ganado un título nacional en alguna de las cuatro grandes ligas de Estados Unidos.

## Historia
El béisbol tiene una gran tradición en Arizona, desde antes que se hablará de tener un equipo de Liga Mayor. El estado ha tenido una primavera frecuente desde el año de 1946, relacionada con los entrenamientos primaverales por el clima de esa región. Además un gran número de gente se reubicó proveniente de los Estados del medio oeste y del noreste, así como de California, y muchos equipos de Grandes Ligas (principalmente los Chicago Cubs, Chicago White Sox, New York Yankees, New York Mets, San Francisco Giants y Los Angeles Dodgers), normalmente acudían a su pretemporada en Arizona. En esos tiempos no había equipo de las Ligas Mayores en Arizona.
El 9 de marzo de 1995, Arizona adquirió una franquicia para iniciar a jugar en la temporada de 1998: el costo fue de 130 millones de dólares que serían pagados a las Ligas Mayores de Béisbol el 16 de enero de 1997 y los Arizona Diamondbacks (Cascabeles/Coralillos) fueron oficialmente aceptados en la Liga Nacional.
Desde su debut, los Diamondbacks han ganado cinco títulos de la División Oeste de la Liga Nacional, dos campeonatos de la Liga Nacional y un título de Serie Mundial en el 2001, frente a los New York Yankees.

## Logotipos y uniformes

### 1998-2006
Los colores originales de los Diamondbacks eran morado púrpura, negro, verde azulado y cobre arenoso. Su primer logo fue una letra mayúscula "A" en cursiva con un patrón de diamante, y la barra transversal representada por la lengua de una serpiente. Este período vio a los Diamondbacks usar varias combinaciones de uniformes.
En casa, los Diamondbacks vestían uniformes color crema con rayas púrpuras. El uniforme principal con mangas, usado desde 1998 hasta 2000, presentaba el nombre completo del equipo ("Diamond" y "Backs" apilados juntos) en el frente y los números en el pecho. La versión alternativa sin mangas contenía el logo "A" en el pecho derecho, y estaba emparejada con camisetas moradas. Antes de la temporada 2001, el uniforme con mangas se cambió para presentar el logo "A". En los tres uniformes, los nombres de los jugadores eran verde azulado con ribetes morados y los números eran morados con blanco con ribetes verde azulado.
El uniforme gris utilizado principalmente en gira de los Diamondbacks también contenía rayas púrpuras. La primera versión presentaba "Arizona" en morado con ribetes blancos y verde azulado junto con sombras negras. También se agregaron números en color cobre. Los nombres de los jugadores estaban en morado con ribete blanco, y los números eran verde azulado con ribete blanco y morado. En 2001, el uniforme volvió sin mangas con camisetas negras y el esquema de letras se cambió a morado con detalles en blanco, cobre y negro.
El uniforme morado de casa alternativo presentaba a "Arizona" en verde azulado con adornos blancos y cobre con sombras negras. Originalmente, las letras se representaron en verde azulado con adornos de cobre y blanco, pero se cambiaron a cobre con adornos de color verde azulado y blanco después de solo una temporada. Este conjunto se usó hasta 2002.
El uniforme negro alternativo de gira inicialmente presentaba el logotipo "A" en el pecho derecho, mientras que las letras eran de color morado con ribete blanco y números en verde azulado con ribete blanco y morado. Un patrón en zigzag de verde azulado, cobre y morado también se presentó en las mangas. En 2001, el uniforme se cambió para presentar a "Arizona" al frente. Las letras ahora eran moradas con ribetes blancos y cobrizos.
Los Diamondbacks inicialmente usaban cuatro versiones diferentes de gorras. La gorra de casa principal es completamente morada, mientras que la gorra de gira es negra con un borde verde azulado. También llevaban una gorra color crema con borde morado y una gorra verde azulado con borde morado. Todos los diseños presentaban el logotipo principal "A". En 1999, la gorra de gira se volvió completamente negra y contenía el logotipo alternativo de la "D-serpiente" representado en cobre. Además, se dejaron caer las tapas alternas verde azulado y crema.
La manga izquierda de los cuatro uniformes inicialmente contenía el logotipo de la serpiente con el nombre completo del equipo, pero se convirtió en exclusivo del uniforme negro utilizado en gira después de la temporada 2003.

### 2006-2015
La franquicia dio a conocer nuevos uniformes y colores de rojo Sedona, arena de Sonora y negro el 8 de noviembre de 2006. El tono rojo lleva el nombre del cañón de arenisca en el Parque Estatal Red Rock cerca de Sedona, mientras que el tono beige (arena) se llama para el desierto de Sonora, México. Se agregó un parche en la manga con una "d" y una "b" minúsculas configuradas para parecerse a la cabeza de una serpiente. El equipo también mantuvo el logo "D", pero fue ligeramente alterado y se puso una gorra roja para usarla como gorra de juego. También mantuvieron el logotipo "A" con los nuevos colores aplicados, con una gorra negra sólida utilizada como gorra alternativa. Los Coyotes de Arizona de la Liga Nacional de Hockey utilizan actualmente un esquema de color similar.
El uniforme de casa blanco presentaba "D-Backs" en rojo con borde negro y arena. El uniforme gris de gira presentaba "Arizona" en rojo con arena y adornos negros. Los nombres de los jugadores eran rojos con ribete negro, mientras que los números eran negros con ribete rojo.
El uniforme rojo alternativo contenía "D-Backs" en color arena con ribete rojo y negro, con los nombres de los jugadores en arena con ribete negro y números en negro con ribete de arena.
Había dos versiones del uniforme negro alternativo. Un diseño tiene el logo "A" alternativo en el pecho derecho, mientras que el otro tiene "Arizona" escrito en rojo con adornos negros y arena. Este último se presentó en 2013 como un homenaje a las víctimas del incendio de Yarnell Hill. En ambos uniformes, los nombres de los jugadores eran arena con ribete rojo y números en rojo con ribete de color arena.

### 2016-presente
Antes de la temporada 2016, los Diamondbacks reincorporaron el verde azulado a su esquema de color, manteniendo el rojo Sedona, el Sonoran Sand y el negro. También dieron a conocer ocho combinaciones de uniformes diferentes, incluidos dos uniformes separados de color blanco y gris de visitante. Una diferencia importante entre los dos conjuntos es que los uniformes que no son de color verde azulado tienen un patrón de piel de serpiente en los hombros, mientras que los uniformes con adornos de color verde azulado incluyen un patrón de piel de serpiente gris carbón en la espalda. Arizona también conservó los uniformes sin mangas de rayas diplomáticas de su temporada de campeonato de 2001 para usarlos durante los juegos en casa del jueves.
A partir de la temporada 2020, los Diamondbacks realizaron ligeros rediseños en sus uniformes actuales. Los patrones de piel de serpiente se eliminaron mientras que los uniformes grises con adornos en verde azulado se retiraron. El equipo también volvió a un uniforme gris estándar después de usar un tono más oscuro en el conjunto anterior. Dos uniformes blancos caseros permanecen en uso: el rojo Sedona principal y el verde azulado alternativo. También usarían dos uniformes negros: uno con el logo "A" principal en el pecho izquierdo y el otro con "Los D-Backs" recortado en verde azulado. También se dieron a conocer tres diseños de gorras: la gorra principal "A", la gorra "serpiente" con adornos en verde azulado (emparejada exclusivamente en las alternativas de color verde azulado) y la gorra en forma de serpiente con adornos de arena (combinada exclusivamente en las alternativas de Sedona Red). El logo de Nike swoosh también se coloca en el pecho derecho cerca del hombro.

### Primer campeonato de la Liga Nacional y primera Serie Mundial ganada
Toda Serie Mundial que llega al séptimo juego, ha sido buena en emociones y por la calidad del béisbol. Esta de 2001, además dio el triunfo al nuevo equipo con historia de cuatro años, el más tempranero ganador del Clásico de Otoño, porque superaron a los Marlins de 1997, quienes lo lograron en su quinta temporada. Curt Schilling y Randy Johnson, una de las mejores combinaciones de pitchers derecho-zurdo en la historia, fueron los rieles sobre los cuales se deslizaron los Diamondbacks para vencer a la tradición y al róster multimillonario de New York Yankees. Este equipo de los Diamondback estaba formado además por: Luis González, Craig Counsell, Erubiel Durazo, Matt Williams, Brian Anderson, Byung-Hyun Kim, Mark Grace, Albie López, Steve Finley, Rod Barajas, Tony Womack, Bobby Witt, y Troy Brohawn.
La Serie Mundial de 2001, se realizó del 27 de octubre al 4 de noviembre, en la siguiente forma: Juegos uno, dos, seis y siete en el Bank One Ballpark de los Diamondbacks. Juegos tres, cuatro y cinco en el Yankee Stadium de los Yankees. La Serie Mundial fue ganada por los Diamondback de Arizona 4 juegos a tres.

### Detalles de la Serie Mundial de 2001
- Los Diamondbacks ganaron el Título Divisional a los St. Louis Cardinals en el máximo de 5 juegos y Arizona se tituló en la Liga Nacional ganando cuatro juegos a uno a los Atlanta Braves.
- En el otro lado, los Yankees les ganaron a los Oakland Atlhetics en cinco juegos y después capturaron el cuarto campeonato en fila de la Liga Americana ante los Seattle Mariners en cinco juegos. Seattle había ganado 116 juegos en esa temporada y empataron el récord de juegos ganados en una campaña que impusieron los Chicago Cubs en 1906.
- Esta fue la tercera Serie Mundial en la cual siempre ganó el equipo home-club. La última había sido la de Twins-Cardinals en 1987.
- Nunca antes el Estado de Arizona en ningún deporte, había logrado un campeonato nacional de tal naturaleza.
- Antes de esta oportunidad de 2001, el último juego de los Yankees en Arizona había sido de exhibición. Ocurrió en 1951, cuando entrenaban en Phoenix. Ese fue el año de novato de Mickey Mantle, el chico jonronero de Oklahoma.
- Desde el zurdo Mike Lolich de los Detroit Tigers en 1968, ningún lanzador había ganado tres juegos en una Serie Mundial hasta este año que lo hizo Randy Johnson. Y Curt Schilling fue el primero en abrir tres juegos de una Serie desde Jack Morris, "El Gato", con los Minnesota Twins en 1991.
- En esta Serie Mundial aparecieron los latinoamericanos Bernie Williams, Jorge Posada, Alfonso Soriano, Enrique Wilson, Mariano Rivera, Ramiro Mendoza, Luis Sojo y Orlando "El Duque" Hernández con los Yankees. Y Luis González, Danny Bautista, Miguel Batista y Erubiel Durazo, con los Diamondbacks.
- Randy Johnson y Curt Schilling fueron elegidos los dos Más Valiosos de la Serie Mundial.

### Los iconos de los Cascabeles o Coralillos de Arizona
- Randy Johnson y Curt Schilling fueron una combinación de pitcheo zurdo y derecho, de las mejores en el béisbol.
- Luis González es el otro ícono en la ofensiva de los Cascabeles/Coralillos de Arizona.

Ganaron la Serie Mundial de 2001 de la mano del entrenador Bob Brenly y de los lanzadores Randy Johnson y Curt Schilling y del outfielder Luis González que en el año de 2006 jugó su último partido con los Cascabeles/Coralillos y el siguiente año se fue hacia Los Angeles Dodgers.

### Ajustes posteriores
A finales de 2010 contrataron a Kevin Towers prescindiendo de los servicios del anterior gerente general Josh Byrnes para que ocupara ese puesto; rápidamente hizo cambios y contrataciones para dejar atrás lo mal que estuvo el pitcheo de relevo contratando un cerrador de calidad y dejando ir bateadores que aumentaban grandemente el número de ponches.

### Temporada 2014: Nuevamente con récord perdedor y la llegada de un nuevo mánager
El 14 de octubre de 2014, aparece un comunicado emitido por el equipo Cascabeles/Coralillos (Diamondbacks) de Arizona en donde Chip Hale, un exentrenador de tercera base de Arizona, fue contratado para que reemplace a Kirk Gibson como mánager de los Cascabeles/Coralillos de Arizona. Hale, de 49 años, trabajó en el sistema de Ligas Menores de Arizona durante seis años y fue entrenador de tercera base de los Cascabeles/Coralillos del 2007 al 2009. Trabajó con los Mets de Nueva York en 2010-11 y las últimas tres temporadas fue parte del cuerpo técnico del mánager de Oakland, Bob Melvin. Arizona contrató en mayo a Tony LaRussa como director de las operaciones del béisbol e inició una renovación de sus ejecutivos. Gibson fue despedido cuando faltaban tres juegos de la temporada regular, en que los Cascabeles/Coralillos terminaron con la peor marca de la Liga Nacional con récord de 64-98. Hale fue seleccionado dentro de una lista inicial de nueve candidatos que incluyó al puertorriqueño Sandy Alomar Jr., actualmente entrenador de primera base con los Indios de Cleveland.

## Narración por televisión
La primera voz que se escuchó por televisión, jugada por jugada del equipo por nueve temporadas, fue la de Thom Brennaman, quién también narraba los juegos de béisbol y fútbol americano colegiales, por transmisión nacional a través de Fox Television. Brennaman fue el anunciador de TV para los Cachorros de Chicago y los Rojos de Cincinnati (solo con su padre Marty Brennaman), antes de estar con los Diamondbacks y formar pareja con Jerry Colangelo en 1996, dos años después que el equipo jugará de nuevo. En octubre del 2006, Brennaman dejó a los Diamondbacks y se fue con su padre a transmitir los juegos de béisbol para los Rojos de Cincinnati, iniciando en el año 2007, firmando un contrato por 4 años con FOX.

## Narración por radio
Por ser el Estado de Arizona bilingüe (se habla el inglés y el español), los juegos de los Coralillos o Cascabeles se transmiten en español en la estación de radio AM 710, con los cronistas deportivos Miguel Quintana, Richard Saenz y Oscar Soria. También los juegos se transmitían por TV en español en la estación KPHE-LP con Oscar Soria y Jerry Romo, pero esta transmisión terminó antes del inicio de la temporada 2009, debido a que el equipo hizo contrato con Fox Sports Arizona para la transmisión de los partidos en el canal KHPE-LO del sistema de cable Cox.

## Jugadores

### Números retirados

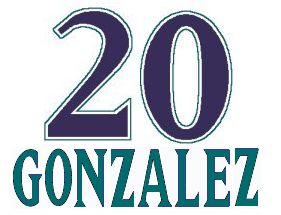
Luis González (OF). Retirado el 7 de agosto de 2010.
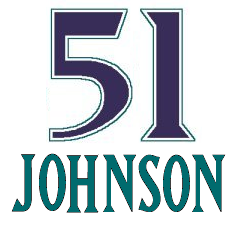
Randy Johnson (P). Retirado el 8 de agosto de 2015.
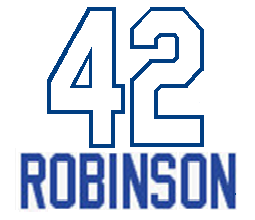
Jackie Robinson (2B). Retirado de toda la MLB el 15 de abril de 1997.

### Miembros del Salón de la Fama del Béisbol
| Arizona Diamondbacks en el Salón de la Fama del Béisbol | Arizona Diamondbacks en el Salón de la Fama del Béisbol | Arizona Diamondbacks en el Salón de la Fama del Béisbol | Arizona Diamondbacks en el Salón de la Fama del Béisbol | Arizona Diamondbacks en el Salón de la Fama del Béisbol |
| Jugadores                                               | Jugadores                                               | Jugadores                                               | Jugadores                                               | Jugadores                                               |
| N.º                                                     | Nombre                                                  | Posición                                                | Periodo                                                 | Año                                                     |
| ------------------------------------------------------- | ------------------------------------------------------- | ------------------------------------------------------- | ------------------------------------------------------- | ------------------------------------------------------- |
| 2 12                                                    | Roberto Alomar                                          | 2B                                                      | 2004                                                    | 2011                                                    |
| 51                                                      | Randy Johnson                                           | P                                                       | 1999-2004, 2007-2008                                    | 2015                                                    |
| 3                                                       | Alan Trammell                                           | SS, Mánager                                             | 2014                                                    | 2018                                                    |

## Palmarés
- Serie Mundial (1): 2001.
- Subcampeón Serie Mundial (1): 2023.
- Banderines de la Liga Nacional (2): 2001, 2023.
- División Oeste NL (5): 1999, 2001, 2002, 2007, 2011.